# 哈勒比德
哈勒比德是位于印度卡纳塔克邦哈桑县的一个城镇。11世纪時當地是曷萨拉王朝的首都。14世纪時當地遭到德里蘇丹國的军队两次洗劫，哈勒比德遭到破坏并被废弃。   